# Lockjaw
Lockjaw war eine deutsche Band mit englischsprachigen Songs der Genres Post-Hardcore und Indie-Rock, die 1996 in Solingen gegründet wurde.

## Geschichte
Die fünf Band-Mitglieder Tobias Clauberg (Gesang), Philipp Schlemper (Gitarre), Felix Knappertsbusch (Gitarre; bis 2007), Henning Stein (Bass; bis 2001), Frederik Groborsch (Bass; seit 2001) und Marius Götze (Schlagzeug) leisteten sich von Anfang an ihren eigenen Stil, der von der internationalen Musikpresse positiv bewertet wird. 2004 waren sie Vorgruppe der Band Helmet auf deren Deutschland-Tour. Zum elfjährigen Bestehen der Band erschien Anfang 2007 das dritte Album der Solinger mit dem Titel Lockjaw. Nach einer kurzen Tour zum neuen Album und einer anschließenden Pause entschlossen sich die Musiker, die Band im Jahre 2008 aufzulösen, um sich voll auf Studium, Arbeitsleben und Familie fokussieren zu können.
Der Name der Band bezieht sich nicht auf den Spitznamen des amerikanischen Tenorsaxophonisten Eddie Lockjaw Davis. Marius Götze: "Unser Bandname Lockjaw ist entstanden als wir um die 15/16 Jahre alt waren (1995). Es war ein Vorschlag unseres Gitarristen Felix, der den Namen beim Blättern durch verschiedene Wörterbücher als wohlklingend und passend erachtete. Kurzerhand haben wir den Namen Lockjaw angenommen. Erst später, auch durch das Internet, erfuhren wir mehr über Musiker mit ähnlichen oder gleichen Namen. Eddie Davis haben wir dadurch natürlich auch kennengelernt, außerdem den Marvel-Comic Hund und einen Titel von Sir Mix-a-Lot. Wir haben den Namen immer gerne genutzt, auch nach über zehn Jahren noch, weil er kurz und einprägsam ist. In seiner Bedeutung ließ sich auch einiges hinein interpretieren. Ob wir nun unser "Maul" nicht halten konnten oder die Wahrheit lautstark herausbrüllen mussten, hier gab es viele Ansätze." 

## Diskografie

### MCs
- 1997: No. 1 (erstes Demo-Tape)

### 7 Inch Vinyl
- 1999: Vol. 2

### EPs
- 2000: Hometown

### Maxi CDs
- 2004: Fire in the Underground

### Alben
- 2001: Worth Living World (CD)
- 2003: Worth Living World (Wiederveröffentlichung inkl. EP Hometown, CD)
- 2004: Arrive & Escape (CD/LP)
- 2007: Lockjaw (CD)

## Videos
- 2004: Fire in the Underground
- 2005: When Red Light's Calling